# Volda
Volda – norweskie miasto i gmina leżąca w regionie Møre og Romsdal.
Volda jest 194. norweską gminą pod względem powierzchni.

## Demografia
Według danych z roku 2005 gminę zamieszkuje 8351 osób. Gęstość zaludnienia wynosi 15,25 os./km². Pod względem zaludnienia Volda zajmuje 124. miejsce wśród norweskich gmin.
| ludność stan na 1 stycznia 2005 |         |           |       |
|                                 | kobiety | mężczyźni | razem |
| osób                            | 4114    | 4237      | 8351  |
| %                               | 49,26%  | 50,74%    | 100%  |

| wykształcenie stan na 1 października 2004 |        |         |        |        |
|                                           | podst. | średnie | wyższe | niezn. |
| osób                                      | 1057   | 3533    | 1831   | 106    |
| %                                         | 16,19% | 54,13%  | 28,05% | 1,62%  |

## Edukacja
Według danych z 1 października 2004:
- liczba szkół podstawowych (norw. grunnskolar): 11
- liczba uczniów szkół podst.: 1247

## Władze gminy
Według danych na rok 2011 administratorem gminy (norw. rådmann) jest Jarle Krumsvik, natomiast burmistrzem (norw. ordfører, d. borgermester) jest Ragnhild Aarflot Kalland.